# Botrychium lunaria
La Lunaria menor (Botrychium lunaria) es un helecho ofioglosáceo, tiene otros nombres como Botritis, Helecho duende, o Planta de luna o lunar. Habita en pastos montanos en suelo descalcificado, crestones rocosos. Es una planta ampliamente distribuida por el mundo.

## Descripción
Es un helecho de rizoma delgado y por lo común vertical, carente de páleas, de color pardo, más o menos amarillento y del que surgen numerosas raíces laterales. Las frondes, de hasta 24 cm, son erectas o erecto - ascendentes, en número de 1, y tienen la base cubierta por una vaina parda.
La lámina, estéril, mide hasta 9.5 cm y puede tener un corto peciolo; es 1 - pinnatisecta y tiene entre 3 y 9 pares de pinnas de hasta 3 x 3 cm, casi opuestas, de forma flabelada o lunular, lo que da el nombre a la especie; su nervadura es dicótoma y el margen externo es entero, emarginado, crenulado o en ocasiones muy inciso.
La parte fértil, donde se desarrollan los esporangios, es solitario, aunque a veces pueden aparecer hasta 3; está soportada por un pedículo y alcanza un tamaño mayor que la lámina; la parte superior, ramosa, mide hasta 7 cm, y sus ramas tienen 2 filas de esporangios grandes y esferoidales, libres y sésiles, que se abren por dos valvas gracias a una hendidura longitudinal; liberan esporas triletas y subtetraédricas. Esporula de mayo a agosto.

## Usos

### Usos medicinales
Para curar, prevenir o diagnosticar enfermedades o síntomas tanto en animales como en seres humanos, incluidas las enfermedades "culturales" como el mal de ojo o rituales mágicos de curación.

### Uso combustible
Para calentar, cocinar, chamuscar, ahumar o iluminar ya sea leña, yesca para encender el fuego o madera para hacer carbón o picón.

### Uso Medioambiental
Que se aprovechan como abono y cama del ganado.